# Pierre Roffet
Pierre Roffet, dit Le Faucheur, est un relieur français. 

## Biographie
Il était établi tout au commencement du XVIe siècle, ainsi qu'il résulte de l'ordonnance qui suit, faisant partie de la collection A. Bonnardot, vendue par M. Claudin le 23 mars 1886 :
« De par le Provost des marchans et esche-vins de la ville de Paris. Philippe Macé, receveur du domaine de la ditte ville, baillez et payez à Pierre Rouffet, relieur de livres à Paris, la somme de soixante solz parisis que ce jourd'hui avons ordonnée et ordonnons par ces présentes, pour avoir de nos ordonnances, tympanisé, blanchy, colé, relyé, doré, jaulny et couvert de cuyr neuf les deux livres d'ordonnances royaulx de la prevoste des marchans et eschevins d'icelle ville qui estoient vielz, descouvers et mal relyés, et auxdits deux livres mis et fourny de fermeture, et à chacun d'iceulx adjusté trois cayerz de parchemin blanc, iceulz réglés, l'un desquelz livres servant en l'auditoire de l'Ostel de la dite ville et l'autre au Greffe d'icelle. Et rapportant ces présentes et quittances dudit Rouffet, la dite somme de soixante solz parisis sera allouée en vos comptes, etc. etc., le vendredi vingt-deuxième jour daoûst mil cinq cens et onze. » Signé de Montmirel, J. Croquet, G. Souchay, Disomé, Hesselin. — Suivait la quittance de Pierre Rouffet. »
Ce relieur était de plus libraire, et avait pour enseigne un Faucheur, d'où lui vint son surnom, que portèrent aussi ses descendants. Il demeurait rue Neuve-Notre-Dame à Paris, devant l'église Sainte-Geneviève-des-Ardents, et édita un grand nombre d'ouvrages. Selon La Caille :
« la veuve Nicole Vostre imprima pour Pierre Roffet, Simon Hadrot et Nicolas Prévost, le Diurnal à l'usage des RR. PP. Celestins, in-24 rouge et noir, en 1528; Breviarium adusum Cœlestinorum, in-8°, et plusieurs autres usages rouge et noir. »
Il réalisa des reliures pour François Ier, de facture simple, en cuir et maroquin noir. Il publia aussi Larbre de lame de Hugues de Saint-Victor, et Geoffroy Tory imprima pour lui : Jean Marot de Caen sur les deux heureux voyages de Gênes et de Venise, etc., en 1532; le Recueil de Jehan Marot, poète et escripvain de la magnanime Reyne Anne de Bretagne ; puis, la même année, L’Adolescence Clémentine de Clément Marot. Pierre Roffet dut mourir en 1533, car le privilège de La Suite de l’Adolescence Clémentine fut donné pour trois ans, en 1534, au nom de sa veuve, qui paraît avoir continué la maison de son mari.

## Les autres Roffet
- Son fils, Étienne Roffet, continua d’imprimer Clément Marot et d’autres auteurs. Il est le premier à obtenir la charge de relieur du roi (créée par François Ier) de 1537 à 1548.
- Jacques Roffet, dit le Faucheur lui aussi, publia un des livres illustrés les plus remarquables du XVIe siècle : Ordre qui a esté tenu à la nouvelle et joyeuse entrée du roi Henri II à Paris le 16 juin 1549.
- À la même époque deux Roffet, André et Ponce, exerçaient l’imprimerie.
- Nicolas Roffet s’établit libraire vers 1570. Il pratiqua sans doute lui aussi la reliure et demeurait toujours rue Neuve-Notre-Dame « en la maison où pend pour enseigne le Faulcheux ». Il mourut vers 1582 et sa veuve prit la succession jusqu’en 1606.